# Esto no puede ocurrir aquí
Película dirigida por Ingmar Bergman en 1950.

## Ficha Técnica
- Título original: Sånt händer inte här.
- Producción, distribución: Svensk Filmindustri.
- Dirección: Ingmar Bergman.
- Jefe de producción: Helge Hagerman.
- Guion: Herberg Grevenius.
- Decorados: Nils Svenwall.
- Fotografía: Gunnar Fischer.
- Música: Erik Nordgren.
- Montaje: Lennart Wallén.
- Sonido: Sven Hansen.
- Estreno: Röda Kvarn, 23 de octubre de 1950.
- Duración: 84 minutos.
- Intérpretes: Signe Hasso (Vera), Alf Kjellin (Almkvist), Ulf Palme (Atkä Natas), Gösta Cederlund (profesor), Yngve Nordwall (Lindell), Stig Olin (el joven), Ragnar Klange (Filip Rundblom), Hannu Kompus (pastor), Sylvia Tel (Vanja), Els Vaarman, Edmar Kuus (Leino), Rudolf Lipp ("sombra"), Lillie Wästfeldt (señora Rundblom), Segol Mann, Willy Roblanck, Gregor Dahlmann, Gösta Holmström, Ivan Bousé, Hugo Bolander, Helena Kuus, Alexander von Baumgarten, Eddy Andersson, Fritijof Hellberg, Mona Åstrand, Mona Geijer-Falkner, Erik Forslund, Georg Skarstedt, Tor Borong, Mangus Kesster, Maud Hyttenberg, Helga Brofeldt, Sven Axel Carlsson.

- Datos: Q1091856